# ジー・オーグループ
ジー・オーグループは、大神源太（おおがみ げんた、1963年 - 2019年）が実質的に経営していた企業グループ。ジャパンジー・オーグループインターナショナル株式会社を持株会社としてその下にグループ企業を置いた。「ジー・オー」は大神のイニシャルの“Genta Ogami”に由来し、登記上を含めた公式な表記は「ジー．オー」である。本社は東京都港区三田にあった。1996年頃より、グループ企業のジー・コスモス・ジャパン株式会社が、独特な手法で個人から多額の資金を集めたが、出資法違反や詐欺の疑いで大神が逮捕され、後に破産した。大神は2019年、山形にある刑務所内で、体調を崩し死亡した。

## グループ企業
- ジャパンジー・オーグループインターナショナル（持株会社）
- ジー・コスモス・ジャパン
- ジー・ユニバーサル
- 神埼共栄開発
- みなもと債権回収
- ジー・オー・フィルムインターナショナル
- 大義新聞社

これらのグループ企業のうちのほとんどが、事業実態の無い所謂ペーパーカンパニーであった。現在は、全企業が清算されているため現存しない。

## 事件経過
- 1996年頃、ジー・コスモス・ジャパンが資金集めを開始。
- 2002年3月、警視庁が出資の受入れ、預り金及び金利等の取締りに関する法律（出資法）違反でグループ各社を一斉捜索。
- 2002年4月、大神個人とグループ会社のジャパンジー・オーグループインターナショナル、ジー・コスモス・ジャパン、神埼共栄開発、みなもと債権回収に破産宣告。
- 2002年9月、警視庁生活経済課が大神と会社幹部7人を組織的な犯罪の処罰及び犯罪収益の規制等に関する法律（組織犯罪処罰法）違反（組織的詐欺）と詐欺容疑で逮捕。
- 2005年9月、破産終結。
- 2007年7月2日、東京地方裁判所で大神源太に懲役18年の実刑判決。大神は控訴したが、他の幹部は控訴せず有罪確定。
- 2008年10月20日、東京高等裁判所の控訴審で大神源太に1審と同じく懲役18年の実刑判決。大神は上告。
- 2010年9月27日、最高裁判所は大神源太の上告を棄却することを決定し、大神の懲役18年の実刑判決が確定した[2]。

## 事業実態

### ジー・システムによる通信販売詐欺
「ジー・システム」とは、消費者が商品ガイドから商品を選択し、その商品の広告費を出し（これを「エントリー」と言い、1回のエントリーに2000円の手数料が必要）、通信販売でエントリーした商品が売れると、グループ会社から売り上げに応じた配当金（報償金）が消費者に支払われる仕組みである。
広告代理会社ジー・コスモス・ジャパンが、求人情報誌や新聞折り込み広告に在宅ワークの求人広告を出し、資料請求者に「ジー・システムの手引き」という冊子を送付する。在宅ワークを装って消費者（求職者）を勧誘しているが、実際は広告費名目の出資金集めだった。また電話で、「ジーシステムに登録して広告費を出すと高額な配当が確実に得られる」などと勧誘した。また、ジー・システムの利用には、会員登録して月会費3000円を1年分一括で支払う必要があり、消費者が請求すれば出資した広告費は返金される契約であった。
実際には、ジー・システムだけでは思うように出資金が集まらず、その後「確約エントリー」「広告活動代金」「買収設立活動代金」などの名目で元本保証で高配当を謳った資金集めを行ったが、通信販売事業が行われることは無かった。2002年3月に警視庁がグループ各社を出資法違反容疑で家宅捜索した際、通信販売用の商品が全く発見されなかったことから、ジー・システム自体が架空の事業だったことが明らかになった。

### ユニバG販売事業
ジー・ユニバーサルが手がけていた事業で、フィリピンを原産とするバナバの葉を原料とする茶「ユニバG」を、「生活習慣病予防に役立つ」「薬餌飲料」とPRして販売した。テレビCMや販促資料にはハリウッド俳優のジャン＝クロード・ヴァン・ダムを起用した。
さらには、『ユニバG物語〝私がアジアを救う〟』という販促ビデオを製作。内容は大神本人がフィリピンの密林でバナバ葉を探し求める、というもので、途中には大神が密林をダッシュしたり、懸垂をするシーンが盛り込まれた。また、オープニング曲が『ロッキー』の模倣であることが容易にわかることから、一部マニアの話題となった。疑惑が持ち上がってから、日本のニュース番組でこの映像が流された。

## その他
- 大神が企画・製作・監督・主演しジェフ・スピークマンと共演したアクション映画『ブレイド・オブ・ザ・サン（太陽の刀）』が製作されたが、代表の逮捕とグループ会社の破綻で一般公開されなかった。製作費は5億円で、全世界で180億円の興行収入を見込んでいたという[3]。
- 2001年9月、グループ企業が、フィリピンのマニラ首都圏を中心として営業していたユニトラスト・ディベロップメント・バンクに13億円を投資し買収した。同行はバンク・オブ・オーガミ（大神銀行）と改称し、シティバンクのパンフレットを丸写しして、会員に高金利を謳って預金の勧誘をした。マニラ中に大神の顔写真を掲載した巨大な看板広告を乱立させた。しかしフィリピン中央銀行は、この買収を認可せず、2002年1月に銀行は経営破綻した。大神銀行の日本からの預金は、ジー・オーグループの運転資金になったと見られる。
- 逮捕間際、ヴェルサーチのシースルーメッシュのシャツを着た大神が、出資者を勧誘する姿を映した映像がニュース番組で頻繁に流された。
- 逮捕の直前、大神はフィリピン人の妻に国際電話をして「ラブ・ユー」と言った後、目を赤くした。記者が「大丈夫ですか」と聞くと、大神は自分の胸を叩き「俺だから、大丈夫だ」と最後まで芝居がかった態度だった。また警察車両に乗せられる直前には最後の言葉として「会員は家族です」と言い残した。